# Великі Низгірці
Великі Низгірці (раніше — Великі Низгурці) — село в Україні, у Семенівській сільській територіальній громаді Бердичівського району Житомирської області. Чисельність населення становить понад 800 осіб. У 1923—2016 роках — адміністративний центр колишньої однойменної сільської ради.

## Загальна інформація
Село розташоване за 5 км східніше від районного центру, м. Бердичів, та залізничної станції Бердичів. Назву отримало від заселення на високих пагорбах заболоченої місцевості (низьких гір).

## Населення
За даними на 1864 рік у селі проживало 1 152 жителі, серед них православних 529, римокатоликів 338 та 285 євреїв. Станом на 1885 рік в селі мешкало 832 особи, з них 320 євреїв, налічувалося 73 дворових господарства.
Наприкінці 19 століття кількість населення становила 1 713 осіб, з них чоловіків — 876 та 837 жінок, дворів — 173.
Відповідно до результатів перепису населення Російської імперії 1897 року, загальна кількість мешканців села становила 1 801 особу, з них: православних — 975, римокатоликів — 479, юдеїв — 339, чоловіків — 895, жінок — 906.
Відповідно до перепису населення СРСР 17 грудня 1926 року, чисельність населення становила 1 969 осіб, з них 939 чоловіків та 1 030 жінок; етнічний склад: українців — 1 221, росіян — 12, євреїв — 114, поляків — 601, чехів — 4, інші — 17. Кількість домогосподарств — 432, з них несільського типу — 14.
На початок 1970-х років село мало 410 дворів із населенням 1 118 осіб.
Відповідно до результатів перепису населення СРСР, кількість населення, станом на 12 січня 1989 року, становила 1 204 особи. Станом на 5 грудня 2001 року, відповідно до перепису населення України, кількість мешканців села становила 879 осіб.

### Мова
Розподіл населення за рідною мовою за даними перепису 2001 року:
| Мова       | Відсоток |
| ---------- | -------- |
| українська | 97,38 %  |
| російська  | 1,48 %   |
| молдовська | 0,57 %   |
| польська   | 0,34 %   |
| інші       | 0,23 %   |

## Історія
Поблизу села виявлено залишки поселення трипільської культури. Засноване у XVII столітті. Згадується в люстрації Київського воєводства 1754 року, належало до Бердичівського замку, сплачувало 15 злотих і 19 грошів до замку та 62 злотих і 26 грошів до скарбу.
У середині 19 століття — село Бердичівського повіту Київської губернії, за 6 верст на схід від Бердичева. Поміщикам належало 3 209 десятин землі, церкві — 65 десятин. Землями села володіли спадкоємці Є. Ельберг (42 ревізьких душі), П. Станкевич (33), А. Третяк (28), Мізенкамф (27), Ю. Кліненьерг (25), спадкоємці Л. Ястрембського (21), спадкоємці О. Третяка (8), К. Меленевська (7), М. Ружицька (3) та М. Яневичева (3). Всі поміщики проживають у селі, сповідують католицизм. Також католицької віри дотримувалася майже вся шляхта, якої було близько 300 осіб. Євреї жили на правах хліборобів-власників. Була дерев'яна церква, невідомого часу спорудження. До парафії приписане сільце Семенівка (3 версти).
Станом на 1885 рік — колишнє власницьке село та слобода євреїв-землевласників Семенівської волості Бердичівського повіту Київської губернії. Були церковна парафія, єврейський молитовний дім, школа, 3 заїзди, лавка, водяний млин, шкіряний завод.
Наприкінці 19 століття — власницьке село Пузирецької волості Бердичівського повіту Київської губернії. Відстань до повітового центру, м. Бердичів, де розміщувалися також найближчі поштово-телеграфна та поштова земська станції — 7 верст, до найближчої залізничної станції «Бердичів» — 7 верст. Основним заняттям мешканців було рільництво. У селі числилося 2 583 десятини землі, з них 1 804 десятини належало поміщикам, 677 десятин — селянам, церкві — 102 десятини. Село належало М. С. Третяк, Г. А. Зих, М. О. Данильченку, господарювали самі поміщики, застосовували трипільну сівозміну, як і селяни. В селі була православна церква, каплиця, церковно-парафіяльна школа, водяний млин, 7 вітряків з одним працівником кожен. Пожежна команда мала 4 діжки, 6 багрів та 4 гаки. Команду утримували за кошт громади. До села входили дві слободи з такою ж назвою. В одній було 33 двори та 299 мешканців, у другій — 22 двори та 120 мешканців. Село налічувало 120 дворів та 705 жителів.
У 1920-х роках в Низгірцях базувався ескадрон зв'язку 3-ї Бессарабської дивізії, розквартированої у Бердичеві.
У 1923 році включене до складу новоствореної Великонизгурецької сільської ради, яка, 7 березня 1923 року, увійшла до складу новоутвореного Білопільського району Бердичівської округи, адміністративний центр ради. 17 червня 1925 року, відповідно до постанови ВУЦВК та РНК УСРР «Про адміністраційно-територіяльне переконструювання Бердичівської й суміжних з нею округ Київщини, Волині й Поділля», село, в складі сільської ради, передане до складу Махнівського району. Тією ж постановою утворено Бердичівський район Бердичівської округи, куди включено Великонизгурецьку сільську раду з підпорядкованими населеними пунктами. Відстань до районного центру, м. Бердичів — 8 верст, до окружного центру в Бердичеві — 6 верст, до найближчої залізничної станції «Бердичів» — 5 верст.
У 1924 році в селі організовано перше колективне господарство — ТСОЗ ім. В. І. Леніна. Наступного року утворено артіль «Червоний Жовтень». У 1920-ті роки на базі Низгірецької школи створили польську трудову школу, де працювали два вчителі, які навчали дітей польської мови та літератури, хорового співу. Школа проіснувала до 1928 року, її випускником став кандидат геологічних наук О. П. Куба.
15 вересня 1930 року, відповідно до постанови ВУЦВК та РНК УСРР «Про ліквідацію округ та перехід на двоступеневу систему управління», Бердичівський район ліквідовано, село, в складі сільської ради, включене до приміської смуги Бердичівської міської ради.
Під час Голодомору у 1932—1933 роках загинуло 65 селян, імена яких на сьогодні встановлено.

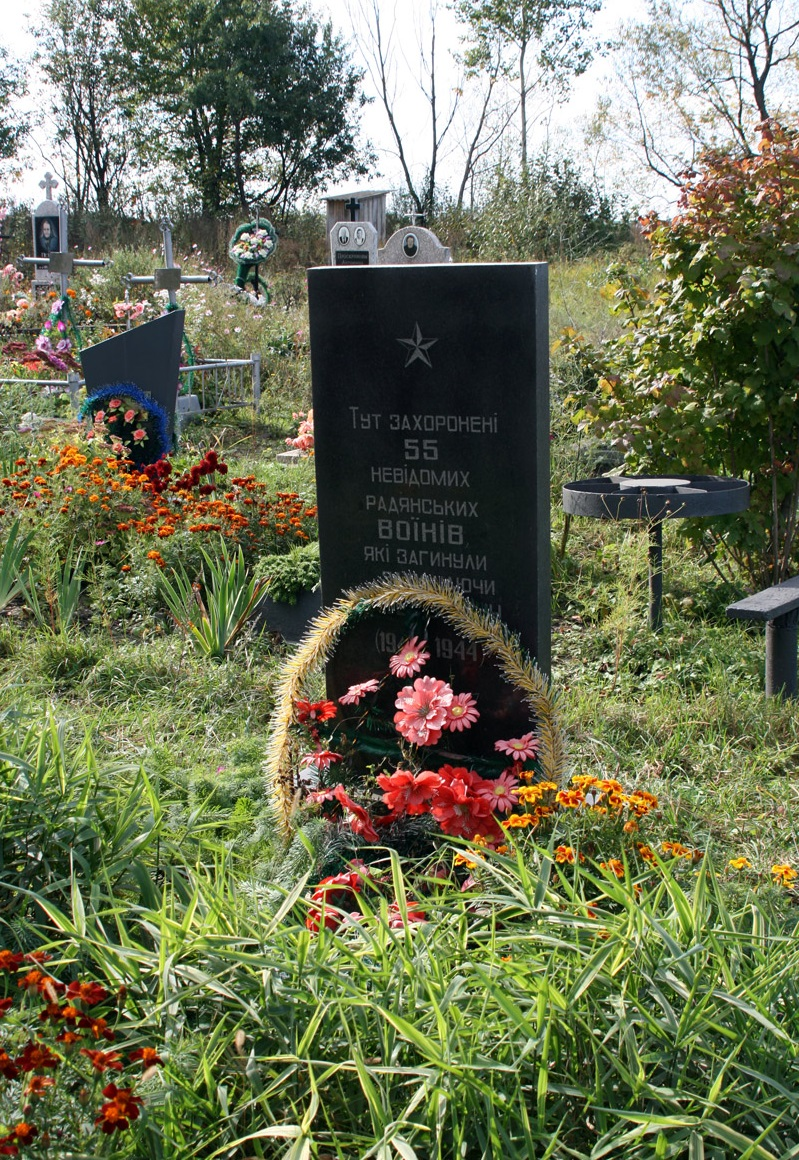
Братська могила радянських воїнів

Дослідник історії села С. М'янівський вказує, що у Великих Низгірцях у 1937—38 роках репресовано близько ста осіб, більшість — поляки, а також голова колгоспу М. Горбач, два священники і диякон місцевої церкви.
28 червня 1939 року, відповідно до указу Президії Верховної ради Української РСР, Великонизгурецьку (згодом — Великонизгорецька,Великонизгірецька) сільську раду включено до складу відновленого Бердичівського сільського району Житомирської області.
На фронтах німецько-радянській війні брали участь 300 жителів Великих Низгірців, з них 155 загинули, 275 були нагороджені радянськими орденами й медалями. У боях за село та на підступах до нього загинуло понад 500 воїнів Червоної Армії. Їх поховано у центрі села. 1965 року на могилі невідомого солдата встановлено фігуру «Воїна-визволителя».
В радянські часи в селі розміщувалася центральна садиба колгоспу «Здобуток Жовтня», за яким було закріплено 1826 га сільськогосподарських угідь, з яких 1576 га — орної землі. У господарстві вирощували зернові й технічні культури, було розвинуте м'ясо-молочне тваринництво та птахівництво. На базі колгоспу діяла районна школа передового досвіду птахівництва. 49 селян нагороджено орденами й медалями СРСР, серед них механізатора Д. В. Малиновського — орденом Леніна.
У селі працювала середня школа, будинок культури, бібліотека, медпункт, дитячий садок, відділення зв'язку.
7 вересня 2016 року село увійшло до складу новоствореної Семенівської сільської територіальної громади Бердичівського району Житомирської області.

## Пам'ятки
У селі розташований дерев'яний храм початку ХХ століття — церква святої Параскеви. На початку 1941 року церква була закрита більшовицькою владою. Відновила свою роботу під час німецької окупації. Вдруге храм зачинили під час активного богоборства у 1960-х роках: тут влаштували клуб, куполи знищили. Після відновлення Незалежності України церкву повернули вірянам. Початково там провадили служби священники УПЦ МП. 28 лютого 2025 року громада церкви перейшла до Православної церкви України.
У південно-східній частині села розташована братська могила, у якій поховані 55 воїнів 183-ї, 389-ї стрілецьких дивізій та 44-ї гвардійської танкової бригади, які загинули в період 29 грудня 1943 — 1 січня 1944 років під час визволення села від німецьких військ.

## Відомі люди
- Куба О. П. — кандидат геологічних наук[2].